# Linnean Society of London

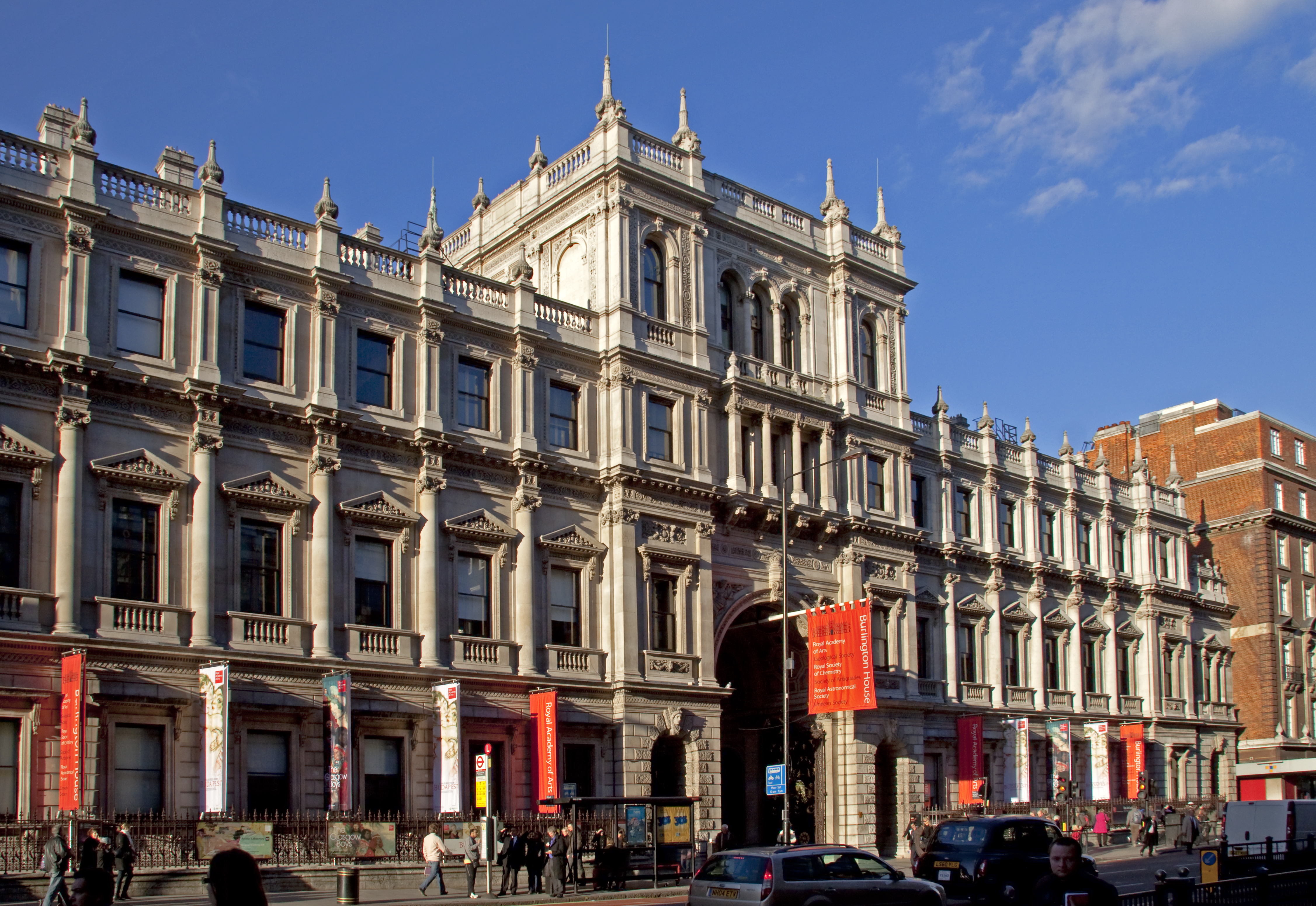
Burlington House.

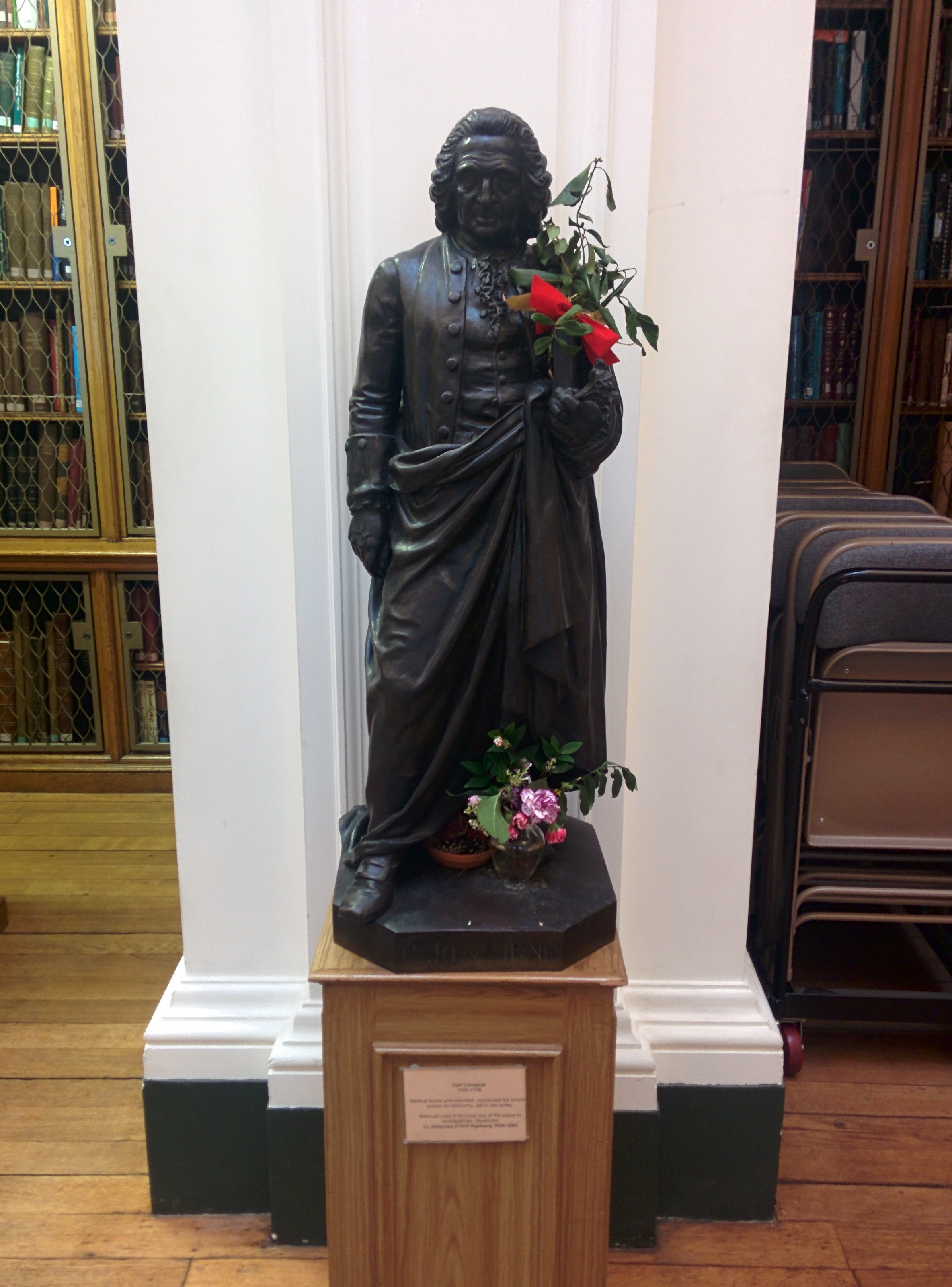
Staty av Linné på Linnean Society.

Linnean Society of London (Linnésällskapet i London), grundades 18 mars 1788 av James Edward Smith, Samuel Goodenough och Thomas Marsham samt andra med intresse för naturhistoria, bland dem Joseph Banks, och tog sitt namn efter Carl von Linné. Första sammankomsten hölls 8 april samma år, då Smith blev vald till ordförande, en befattning, som han genom årliga omval fick behålla till sin död 1828. Sällskapet erhöll Royal Charter (kunglig stadfästelse) 1802. 
The council (styrelsen), vars tillstånd erfordras för tillträde till arkiv och övriga samlingar, brukar, liksom sällskapet, sammanträda varannan torsdag under månaderna november−juni. Sällskapets lokal är de av Royal Academy upplåtna rummen i Burlington house, Piccadilly, i västra delen av centrala London. Tillsammans med andra värdefulla samlingar förvaras där de Linnéska samlingarna, som inköptes efter Smiths död.
Sällskapet började år 1791 att ge ut Transactions of the Linnean Society of London, som sedan fortsatts under växlande namn som Proceedings of the Linnean Society of London och Journal of the Proceedings of the Linnean Society. Det ger numera (sedan 1969) ut tre vetenskapliga tidskrifter Biological Journal of the Linnean Society, Botanical Journal of the Linnean Society och Zoological Journal of the Linnean Society.
Till Linnéjubileet 1907 lät sällskapet prägla en medalj, och under Linnéjubileet 2007 tilldelades sällskapet Uppsala universitets Linnémedalj i guld.

## Medlemskap
Inval av nya medlemmar (fellows) sker fyra gånger om året (i regel i januari, mars, maj och oktober). För medlemskap krävs att man har ett aktivt intresse för naturhistoria och att man föreslås till inval av en annan medlem. Om man inte känner någon sådan, kan man bli invald genom att skicka en presentation, så att någon av funktionärerna kan stödja ansökan. Invalda medlemmar har rätt att föra beteckningen FLS (Fellow of the Linnean Society) efter namnet, till exempel Carl von Linné FLS – idag används denna ära nästan uteslutande inom sällskapet samt i vissa vetenskapliga sammanhang (som vid publicering i sällskapets tidskrifter). Årsavgiften är (2017) £50.